# Endotaria taitpulluna
Endotaria taitpulluna är en insektsart som beskrevs av Otte, D. och R.D. Alexander 1983. Endotaria taitpulluna ingår i släktet Endotaria och familjen syrsor. Inga underarter finns listade i Catalogue of Life.